# Guillaume Vigineix
Guillaume Vigineix (* [?] - 1877) fue un naturalista y botánico francés.
Estuvo en las islas Baleares estudiando su Flora, y herborizando.

## Algunas publicaciones

### Libros
- Marès, P; G Vigineix. 1880. Catalogue raisonné des plantes vasculaires des îles Baléares. Ed. París : G. Masson. [i]-xlvii + [1]-370 pp. Archivado el 11 de marzo de 2007 en Wayback Machine.

## Honores
Fue miembro electo de la Sociedad Botánica de Francia, donde fue bibliotecario.
- La abreviatura «Vigin.» se emplea para indicar a Guillaume Vigineix como autoridad en la descripción y clasificación científica de los vegetales.[2]